# 城間幹子
城間 幹子（しろま みきこ、1951年〈昭和26年〉1月20日 - ）は、日本の教育者、政治家。沖縄県那覇市長を2期務めた。

## 来歴
1951年（昭和26年）、島尻郡伊是名村生まれ。那覇教育区立松川小学校、那覇教育区立真和志中学校、琉球政府立那覇高等学校を経て、宮城教育大学教育学部中学校教員養成課程国語専攻卒業。なお、城間の前任の那覇市長である翁長雄志は真和志中学校及び那覇高校の同級生だった。
教職員時代
1973年（昭和48年）、公立学校教員（地方公務員）となり、千葉県の市川市立第四中学校で教職に就き、その後沖縄に帰還し、1980年（昭和55年）4月から那覇市立中学校に勤める。2009年（平成21年）まで36年間、学校教員を務めた。この間、2005年から3年に渡り香港日本人学校中学部の校長を務めている。　
那覇市教育委員会・翁長市政副市長時代
2009年（平成21年）から那覇市教育委員会学校教育部長、2010年（平成22年）から那覇市教育長を務め、2014年（平成26年）4月に翁長雄志那覇市長から那覇市副市長に選任される。

### オール沖縄候補・女性初の那覇市長
2014年（平成26年）9月27日、沖縄県知事選挙に出馬する翁長雄志の辞職にともない実施される那覇市長選挙に無所属で立候補する意向を表明した。選挙戦では社民・共産・社大の革新政党3党及び生活の党、那覇市議会最大会派で自由民主党を除名された市議による「新風会」から支援を受け、沖縄県知事選挙に立候補した前市長の翁長同様、普天間飛行場の名護市辺野古への移設反対、県外移設を主張した。市長選は11月16日に行われ、自民・公明両党が推薦する前沖縄県副知事の与世田兼稔を大差で破り、初当選した。11月18日、那覇市役所に初登庁し、正式に那覇市長に就任した。
※当日有権者数：248,914人 最終投票率：65.25%（前回比：25.82pts）
| 候補者名   | 年齢 | 所属党派 | 新旧別 | 得票数    | 得票率 | 推薦・支持             |
| ---------- | ---- | -------- | ------ | --------- | ------ | ---------------------- |
| 城間幹子   | 63   | 無所属   | 新     | 101,052票 | 63.63% |                        |
| 与世田兼稔 | 64   | 無所属   | 新     | 57,768票  | 36.37% | （推薦）自民党・公明党 |

2017年（平成29年）7月の那覇市議選では、城間を支える与党が過半数に届かず、保守系会派の「新風会」をはじめ「オール沖縄」勢力が議席を減らした結果について「非常に厳しい結果だった」「敗因を分析し、今後の対応を考える必要がある」と述べたが、2018年の沖縄県知事選挙や那覇市長選、普天間飛行場の名護市辺野古への移設反対運動に与える影響については明言を避けた。　
2018年（平成30年）10月21日に行われた市長選でオール沖縄の支援を受け、元県議の翁長政俊（自民党・公明党・日本維新の会・希望の党推薦）を大差で破り、再選した。
※当日有権者数：255,487人 最終投票率：48.19%（前回比：17.06pts）
| 候補者名 | 年齢 | 所属党派 | 新旧別 | 得票数   | 得票率 | 推薦・支持                                     |
| -------- | ---- | -------- | ------ | -------- | ------ | ---------------------------------------------- |
| 城間幹子 | 67   | 無所属   | 現     | 79,677票 | 65.24% |                                                |
| 翁長政俊 | 69   | 無所属   | 新     | 42,446票 | 34.76% | （推薦）自民党・公明党・日本維新の会・希望の党 |

政界引退表明以後
2022年（令和4年）5月2日、同年10月の市長選に出馬せず引退することを正式に表明し、後継指名はしない上で「那覇市長選挙においては、自公か、オール沖縄かという構図でなくてもいいのではないのか」と「オール沖縄」から距離を置き、オール沖縄候補vs自公候補の構図以外になることを希望することを明らかにした。
後に知事を務めた翁長雄志の後継として那覇市長選挙に当選したが、革新色が強まる「オール沖縄」の在り方を見直す時期に来ているとの見解と決別を表明し、2022年10月の市長選挙では自公推薦候補の知念覚を支持した。12日の城間支持者会場には翁長知事時代に副知事を務めた浦崎唯昭、安慶田光男、2014年当時の翁長知事と共に「オール沖縄」の立役者となったかりゆしグループ会長の平良朝敬も辺野古新基地で分断された次の政局を見据え、「ブリッジは完成した。かつての（出発地点の）オール沖縄に戻れる」と城間の支持を表明した。城間は「スタート時点から私は真ん中。保守中道なんです」と元々中道右派で自身の政治的な思想は変わってないと述べている。
2023年11月3日、秋の叙勲で旭日小綬章を受章した。

## 市政

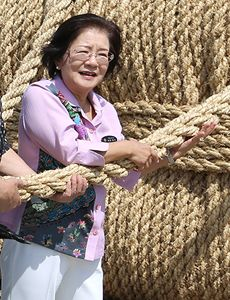
2014年10月8日撮影

- 自身の政治的な思想について、市長となる前から「保守中道」と語っている[3]。
- 2016年7月8日、同性カップルを結婚と同等の関係にあると認める「パートナーシップ宣誓制度」を開始した[14]。
- 2017年6月、沖縄県で開かれたアイドルグループAKB48のイベント「AKB48 49thシングル 選抜総選挙」に際し、那覇市内で開催された関連イベントに、毎年政府から支給されている沖縄振興予算から400万円を支出していた。自民党行政改革推進本部長（当時）の河野太郎が7月、自身のブログで批判した[15][16]。
- 2020年12月7日、久高将光副市長の後任として、前社大党書記長で那覇市議の平良識子を起用する人事議案を市議会定例会に提出した[17]
- 2020年1月9日、世界平和家庭連合（旧統一協会）の教会長と直接面会し、2019年10月に焼失した首里城復興のための寄付金を受領[18]。
- 2022年6月8日、自身はオール沖縄候補として当選したのにもかかわらず、オール沖縄について「市民福祉の向上を最優先すべき市町村行政にまで政治的対立を招いているのではないか」と批判的な意見を述べ、後継候補に辺野古基地問題への政治姿勢を問わない[19]としたことで、辺野古基地反対のオール沖縄陣営から批判された。

## 年譜
- 1951年（昭和26年）1月20日 - 沖縄県島尻郡伊是名村で出生
- 1963年（昭和38年）3月 - 那覇教育区立松川小学校卒業
- 1966年（昭和41年）3月 - 那覇教育区立真和志中学校卒業
- 1969年（昭和44年）3月 - 琉球政府立那覇高等学校卒業。大学進学のため沖縄を離れ宮城県に移住
- 1973年（昭和48年）
  - 3月 - 宮城教育大学教育学部中学校教員養成課程国語専攻卒業
  - 4月 - 千葉に移住し、市川市立第四中学校教諭
- 1981年（昭和56年）4月 - 沖縄に戻り、那覇市立石田中学校教諭
- 1986年（昭和61年）4月 - 琉球大学教育学部附属中学校教諭
- 1997年（平成9年）4月 - 沖縄県教育庁那覇教育事務所教育主事（教頭）
- 2000年（平成12年）4月 - 那覇市立石嶺中学校教頭
- 2002年（平成14年）4月 - 那覇市立鏡原中学校校長
- 2005年（平成17年）4月 - 香港日本人学校中学部校長
- 2009年（平成21年）4月 - 那覇市教育委員会学校教育部長
- 2010年（平成22年）4月 - 那覇市教育長
- 2014年（平成26年）
  - 4月 - 那覇市副市長
  - 11月16日 - 那覇市長選挙に無所属で出馬し、初当選
- 2018年（平成30年）10月 - 市長選で再選
- 2022年（令和4年）11月15日 - 那覇市長退任